# Samo (ime)
Samo je moško osebno ime.

## Izvor imena
Samo je značilno slovensko ime, ki ga drugi slovanski narodi skoraj ne uporabljajo. Njegov izvor še ni zadovoljivo razložen, njegovo pojasnjevanje pa se nujno in vedno ustavi pri prvi znani osebnosti s tem imenom. Samo se je namreč imenoval frankovski trgovec, ki je leta 623 ustanovil slovansko državo, v okviru katere naj bi bila poleg Čehov in polabskih Slovanov tudi od leta 626 slovenska Karantanija. Ime Samo pa bi bilo lahko tudi slovanskega izvora, in sicer skrajšana oblika nekdanjih zloženih slovanskih imen kot so Samorad, Samoslav, Samodělь, Samomyslь.

## Različice imena
Sam, Samek, Samček, Samči, Sami

## Pogostost imena
Po podatkih Statističnega urada Republike Slovenije je bilo na dan 31. decembra 2007 v Sloveniji število moških oseb z imenom Samo: 2.394. Med vsemi moškimi imeni pa je ime Samo po pogostosti uporabe uvrščeno na 96. mesto.

## Osebni praznik
Osebe z imenom Samo praznujejo god takrat kot osebe z imenom Samson (Samson, škof, umrl 28. julija 565) ali pa Samuel (Samuel, prerok god 20. avgusta).